# Mortimer Wheeler

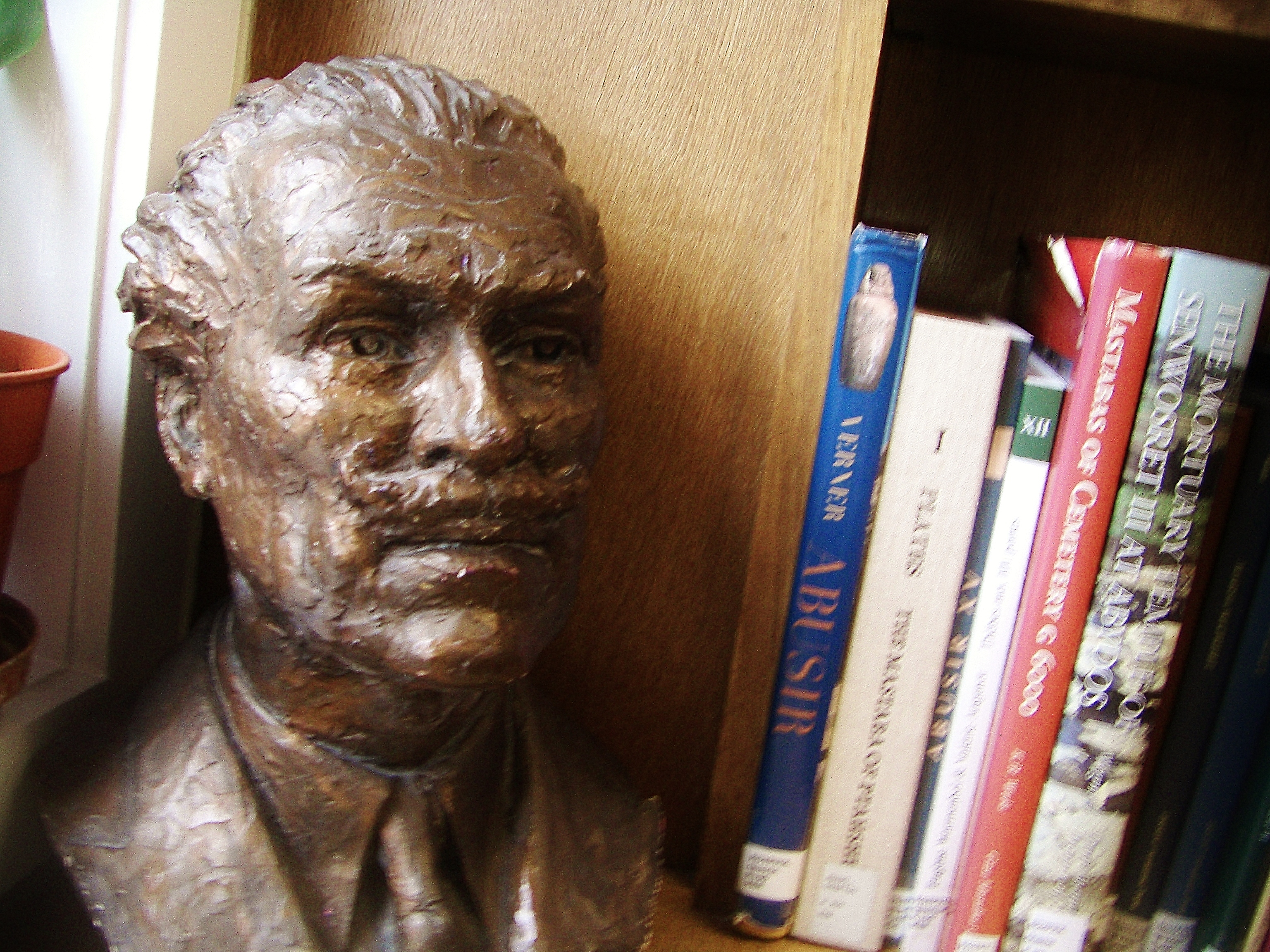
Mortimer Wheeler

Mortimer Wheeler (Glasgow, 10 september 1890 - Londen, 22 juli 1976) was een Brits archeoloog.
In 1912 behaalde hij zijn master diploma aan de Universiteit van Londen en in 1913 raakte hij werkzaam voor het Royal Commission on Historical Monuments, Engeland. Mortimer Wheeler heeft gewerkt voor onder andere het National Museum Wales en het Museum of Londen.
Een van de meest besproken opgravingen die Mortimer Wheeler leidde is Maiden Castle in Dorset, een fort uit de IJzertijd.
- Bibsys: 90258404
- Biblioteca Nacional de España: XX1244312
- Bibliothèque nationale de France: cb11929120b (data)
- Catàleg d'autoritats de noms i títols de Catalunya: 981058514961506706
- CiNii: DA01451016
- Gemeinsame Normdatei: 118807102
- International Standard Name Identifier: 0000 0001 2147 2160
- Library of Congress Control Number: n79078125
- Nationale Bibliotheek van Letland: 000001868
- Bibliotheek van het Japanse parlement: 00460705
- Nationale Bibliotheek van Tsjechië: xx0024003
- Nationale bibliotheek van Australië: 36536870
- Nationale Bibliotheek van Israël: 987007269718205171
- Nationale Bibliotheek van Polen: a0000001621144
- Nationale en Universitaire bibliotheek Zagreb: 000118294
- Nederlandse Thesaurus van Auteursnamen: 069056994
- Réseau des bibliothèques de Suisse occidentale: 02-A000176356
- Istituto Centrale per il Catalogo Unico: CFIV115980
- LIBRIS: 305918
- SNAC: w6mk7d1b
- Système universitaire de documentation: 027195996
- Trove: 1279206
- Union List of Artist Names: 500328069
- Virtual International Authority File: 49233014
- WorldCat: E39PBJxCy4TKHpvtKrbpTbWJjC